# كوشادينة
الكوشادينة (الاسم العلمي: Gentianinae) هي عمارة من النباتات تتبع الفصيلة الكوشادية من رتبة الكوشاديات.

## أجناس الكوشادينة
- الكوشاد